# بورت رويال
بورت رويال (بالإنجليزية: Port Royal)‏ هي مدينة تقع في جامايكا تدمرت المدينة في زلزال جامايكا 1692.

## أعلام
- كيث كيلي
- كاليكو جاك
- هنري مورغان
- تشارلز فاين